# Pogrom von Brest (1937)
Als Pogrom von Brest (1937) werden antijüdische Ausschreitungen bezeichnet, die am 13. Mai 1937 in der damals zu Polen gehörenden Stadt Brest (polnisch Brześć nad Bugiem ‚Brest am Bug‘) Dutzende Verletzte forderten. In der Stadt lebten damals überwiegend Juden und Polen.

## Geschichtlicher Hintergrund
In den 1930er Jahren war in Polen ein deutliches Anwachsen von Antisemitismus zu verzeichnen. Alleine in den Jahren 1935–1937 gab es mehr als 100 größere antijüdische Zwischenfälle, bei denen vierzehn Personen getötet und über 2.000 verletzt wurden.

## Das Pogrom
Auslöser für das Brester Pogrom war eine Auseinandersetzung zwischen dem Polizisten Stefan Kędziora und dem achtzehn Jahre alten Fleischverkäufer Wewel Szczerbowski am 13. Mai 1937 auf dem Mały Rynek (Kleiner Markt) in der Stadt. Diese Auseinandersetzung muss vor dem Hintergrund gesehen werden, dass die Praxis des Schächtens häufiger als Vorwand für das Vorgehen gegen Juden verwendet wurde. Hierbei griff Szczerbowski den Beamten, der Zweifel an der Legalität der Ware des Händlers geäußert hatte, an und verletzte ihn lebensgefährlich. Kędziora erlag wenig später seinen Verletzungen. Da Szczerbowski Jude war, konnte der Konflikt von vielen katholischen Brestern als Konflikt zwischen Christen und Juden wahrgenommen werden.
Noch am selben Morgen griff eine polnische Menge jüdische Händler auf dem Markt an, beschränkte sich aber schon bald nicht mehr auf diese, sondern zog weiter und demolierte jüdische Geschäfte in der näheren Umgebung. Nachdem die Menge zunächst von der Polizei zerstreut wurde, weitete sie ihre Aktionen auf andere Teile der Stadt aus, wobei die Polizei nur noch halbherzig oder gar nicht einschritt. Während Gerüchte von bewaffneten jüdischen Gruppen die Stimmung weiter aufheizten, verließen viele Juden die Stadt, offenbar in der Absicht, nicht durch ihre bloße Anwesenheit eine Provokation darstellen zu wollen. Dennoch wuchs die Gewalt weiter an. Erst gegen Abend gelang es der nachmittags auf Befehl des Wojewoden aktiv gewordenen Polizei, die Situation unter Kontrolle zu bringen.
Die Krankenhäuser zählten an diesem Tag 54 Verletzte, davon vier Polen und 50 Juden. Von den 1450 jüdischen Geschäften der Stadt trugen 1150 Schäden davon, meist waren dies zerschlagene Fenster und Vitrinen, 216 Geschäfte waren von Plünderungen betroffen. Auch einige Geschäfte christlicher Eigentümer erlitten durch irrtümliche Angriffe Schäden. Während des Pogroms tauchten erstaunlich schnell gedruckte Karten auf, die Geschäfte als nichtjüdisch kennzeichneten, obwohl keine Anzeichen für organisierte Aktionen vorliegen. Neben Ladengeschäften wurden auch Werkstätten jüdischer Handwerker sowie Wohnhäuser von den durch die Straßen ziehenden Gruppen angegriffen. Christen kennzeichneten ihre Wohnungen durch in die Fenster gestellte religiöse Bilder.

## Politisches und juristisches Nachspiel
Wegen der offensichtlichen Untätigkeit der Staatsgewalt im Verlaufe des Pogroms wurde eine Untersuchungskommission des Innenministeriums eingerichtet, die eine Vielzahl von Fehlern und Unterlassungen auf allen Ebenen der örtlichen Staatsorgane feststellte, was in besonderem Maße die eingesetzten Polizisten betraf.
Der Prozess gegen Wewel Szczerbowski fand am 15. Juni 1937 unter schärfsten Sicherheitsvorkehrungen statt, die erneuten Ausschreitungen vorbeugen sollten. Szczerbowski wurde zum Tode verurteilt, während desselben Prozesses wurden auch gegen einige Teilnehmer des Pogroms mehrmonatige Haftstrafen verhängt.